# المحراق (بعدان)

تعديل مصدري - تعديل

المحراق محلة تابعة لقرية المظرة، التابعة لعزلة الحيث بمديرية بعدان إحدى مديريات محافظة إب في الجمهورية اليمنية، بلغ تعداد سكانها 67 حسب تعداد اليمن لعام 2004.